# Burkhard Blienert

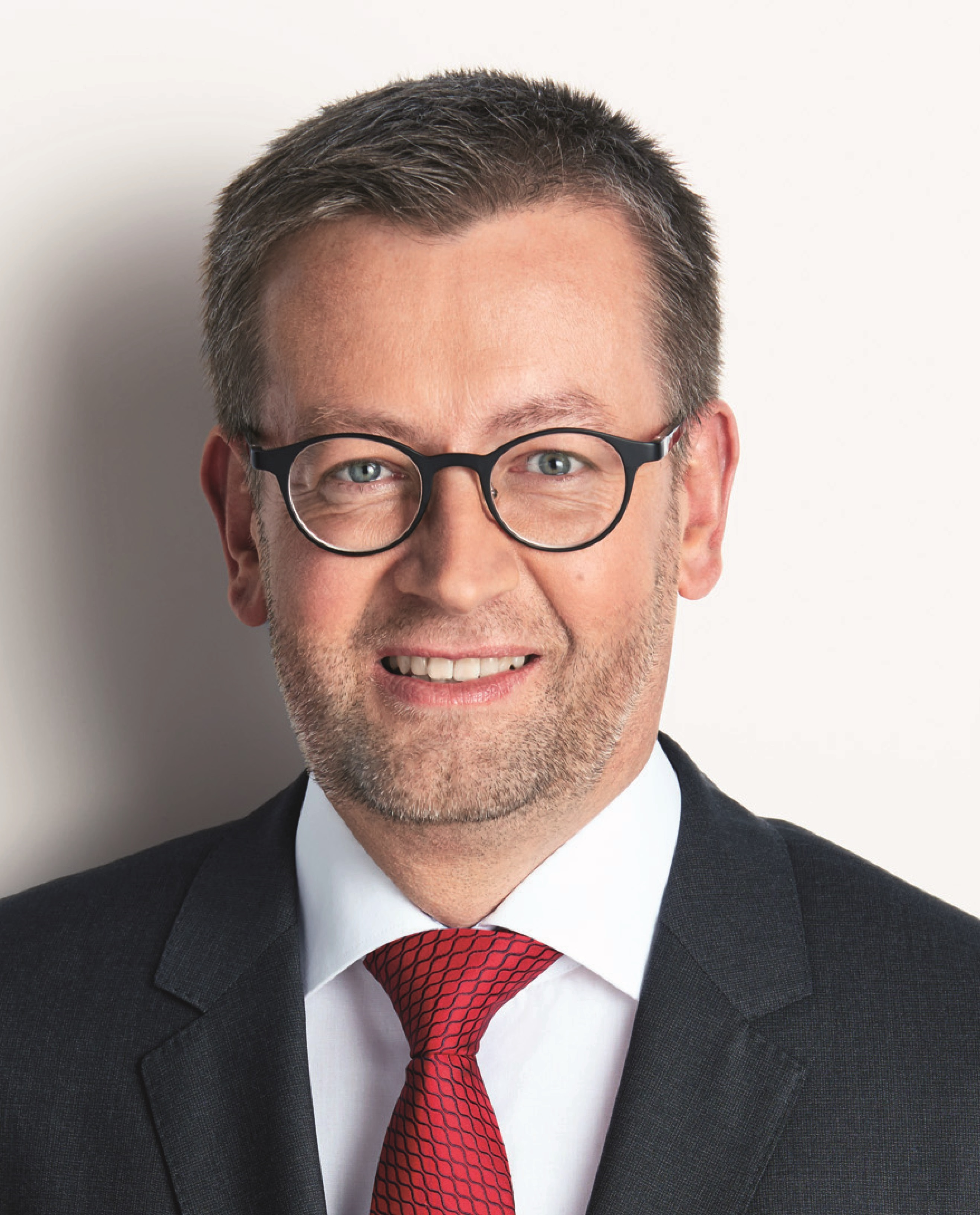
Burkhard Blienert (2017)

Burkhard Karl Erich Blienert (* 30. März 1966 in Braubach) ist ein deutscher Politiker der SPD. Er war von 2013 bis 2017 Abgeordneter des Deutschen Bundestags. Von 2022 bis 2025 war er Beauftragter für Sucht- und Drogenfragen der Bundesregierung.

## Ausbildung und Beruf
Nach dem Abitur am Theodorianum in Paderborn absolvierte Blienert den Zivildienst beim AWO-Kreisverband Paderborn. An der Universität Münster erlangte er den Magister in Politik, Neuerer Geschichte und Soziologie. Sein  Erstes Staatsexamen für die Sekundarstufe I legte er in den Fächern Sozialwissenschaften und Geschichte ab.
Vor seiner Zeit als Mitglied des Bundestages wirkte Burkhard Blienert seit 1992 in verschiedenen Funktionen in der SPD oder deren Organisationen. Während des Wahlkampfs 2009 war er Referent im Büro des damaligen SPD-Vorsitzenden Franz Müntefering. Zwischen 2010 und September 2013 war Blienert Referent für Schule und Weiterbildung, Sport und Petitionen bei der SPD-Landtagsfraktion im Landtag Nordrhein-Westfalen.

## Politische Laufbahn
Von 2002 bis 2011 war Blienert stellvertretender Kreisvorsitzender der SPD im Kreis Paderborn, 2011 wurde er zum Kreisvorsitzenden gewählt. Seit 2008 ist Blienert zudem Mitglied im SPD-Regionalvorstand für Ostwestfalen-Lippe, ferner ist er stellvertretendes Mitglied im SPD-Parteikonvent.
Zur Bundestagswahl 2013 trat Blienert im Bundestagswahlkreis Paderborn – Gütersloh III als Direktkandidat an, er zog über die Landesliste in den 18. Deutschen Bundestag ein. Bei den Bundestagswahlen 2017, 2021 und 2025 verpasste er den Einzug in den Bundestag.
Am 12. Januar 2022 wurde er auf Vorschlag von Gesundheitsminister Karl Lauterbach (SPD) zum Beauftragten für Sucht- und Drogenfragen der Bundesregierung ernannt. Blienert galt als Verfechter einer Legalisierung von Cannabis, eines im Koalitionsvertrag der Ampelkoalition vorgesehenen Vorhabens, das im Februar 2024 vom Bundestag beschlossen wurde. Bereits 2015, in seiner Zeit als Mitglied des Bundestages, verantwortete er eine Publikation des SPD-Arbeitskreises Drogenpolitik, die „Eckpunkte einer sozialdemokratischen Drogenpolitik“ absteckte und ein Ende der Prohibition forderte. Am 28. Mai 2025 wurde Blienert im Amt des Drogenbeauftragten von Hendrik Streeck abgelöst.

## Abgeordneter
Er war in der 18. Legislaturperiode des Deutschen Bundestags ordentliches Mitglied im Ausschuss für Gesundheit und im Ausschuss für Kultur und Medien sowie ständiges stellvertretendes Mitglied im Haushaltsausschuss.
Schwerpunktmäßig arbeitete er im Bereich Gesundheit zu den Themen Haushalt, Drogen und Sucht sowie Männergesundheit. Im Bereich Kultur und Medien hatte er die Funktion des filmpolitischen Sprechers seiner Fraktion inne. Zu seinen weiteren Arbeitsschwerpunkten gehören der Denkmalschutz, Buch/Verlag/Literatur, kulturelle Bildung sowie die soziale Absicherung der Kultur- und Medienschaffenden.
Er ist Mitglied des Verwaltungsrates der Filmförderungsanstalt Berlin, Mitglied des Hörfunkrates und des Wirtschafts- und Finanzausschusses des Deutschlandradios, Mitglied des Kuratoriums der Bundeszentrale für politische Bildung sowie stellvertretendes Mitglied des Verwaltungsrates der Deutschen Nationalbibliothek. Ebenso ist er Mitglied des deutschen Vereins von Law Enforcement Against Prohibition, einem Verein, der sich für eine Reform der Drogenpolitik einsetzt.
Ferner war Blienert Mitglied in der deutsch-polnischen, der deutsch-niederländischen und der deutsch-koreanischen Parlamentariergruppe.

## Persönliches
Blienert lebt seit 1968 mit Unterbrechungen in Delbrück. Er ist verheiratet und hat zwei Kinder.